# ガイデッド・バイ・ヴォイシズ
ガイデッド・バイ・ヴォイシズ（英語: Guided By Voices）は、アメリカ合衆国オハイオ州デイトン出身のロック・バンド。1983年、当時学校教師だったロバート・ポラードを中心に結成。2004年に解散したが、2010年に再結成した。その後、2014年に再び解散した後、2016年に2度目の再結成をしている。ペイヴメントらと共にローファイ、インディー・ロックの中心的バンドに挙げられる。
非常に多作なことでも知られており、メンバーのサイド・プロジェクトを含め凄まじいペースでのリリースを行ってきている。

## ディスコグラフィ

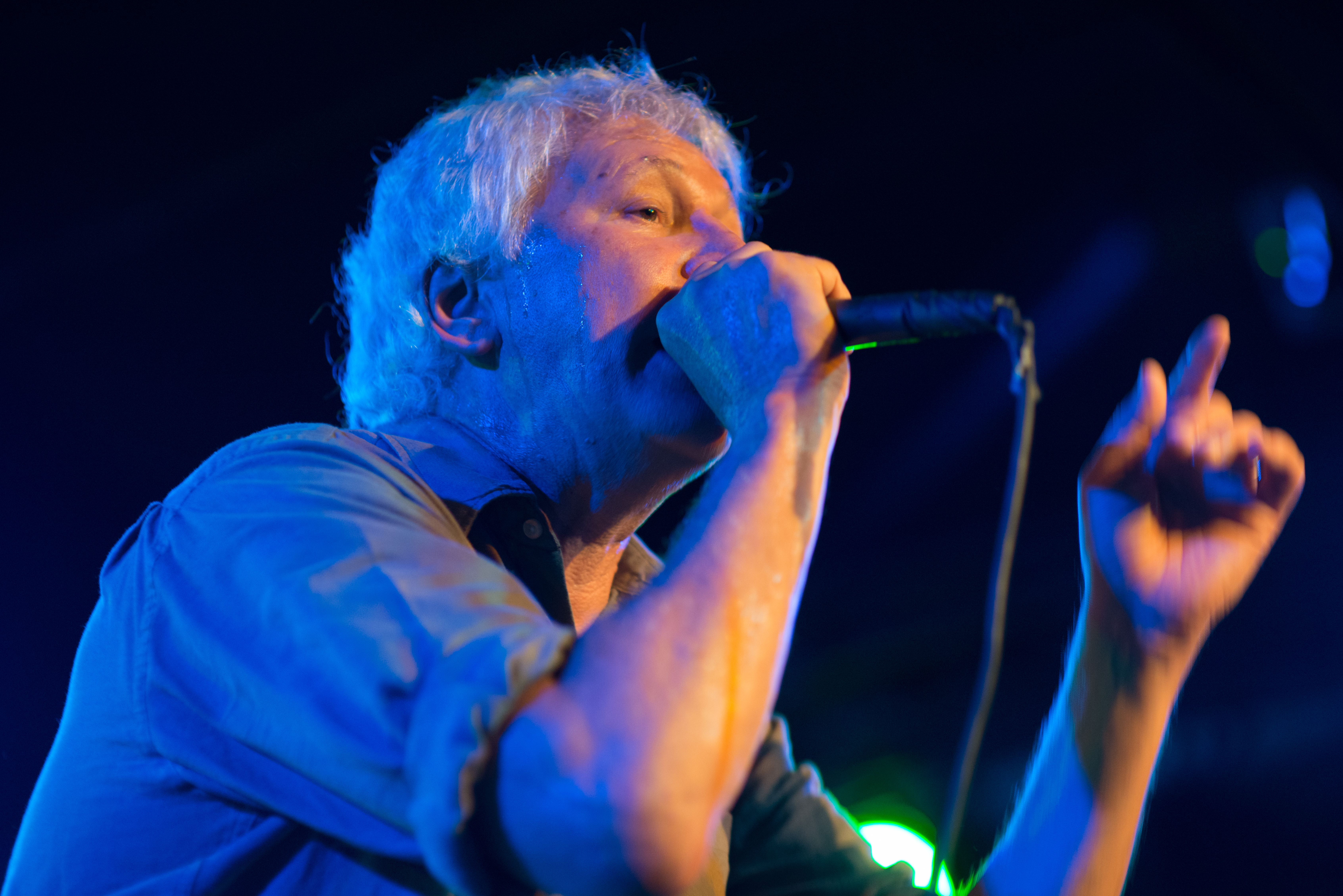
ライブでのロバート・ポラード（2014年）

### スタジオ・アルバム
- Devil Between My Toes (1987年)
- Sandbox (1987年)
- Self-Inflicted Aerial Nostalgia (1989年)
- Same Place the Fly Got Smashed (1990年)
- Propeller (1992年)
- Vampire on Titus (1993年)
- 『ビー・サウザント』 - Bee Thousand (1994年)
- Alien Lanes (1995年)
- 『アンダー・ザ・ブッシュズ・アンダー・ザ・スターズ』 - Under the Bushes Under the Stars (1996年)
- Tonics & Twisted Chasers (1996年)
- 『マグ・イアウィッグ!』 - Mag Earwhig! (1997年)
- 『ドゥ・ザ・コラップス』 - Do the Collapse (1999年)
- 『アイソレーション・ドリルズ』 - Isolation Drills (2001年)
- 『ユニヴァーサル・トゥルース・アンド・サイクルズ』 - Universal Truths and Cycles (2002年)
- 『アースクエイク・グルー』 - Earthquake Glue (2003年)
- 『ハーフ・スマイル・オヴ・ザ・ディコンポーズド』 - Half Smiles of the Decomposed (2004年)
- 『レッツ・ゴー・イート・ザ・ファクトリー』 - Let's Go Eat the Factory (2012年)
- 『クラス・クラウン・スポッツ・ア・ユーエフオー』 - Class Clown Spots a UFO (2012年)
- 『ベアーズ・フォー・ランチ』 - The Bears for Lunch (2012年)
- 『イングリッシュ・リトル・リーグ』 - English Little League (2013年)
- 『モティヴェイショナル・ジャンプスーツ』 - Motivational Jumpsuit (2014年)
- 『クール・プラネット』 - Cool Planet (2014年)
- Please Be Honest (2016年)
- August by Cake (2017年)
- How Do You Spell Heaven (2017年)
- Space Gun (2018年)
- Zeppelin Over China (2019年)
- Warp and Woof (2019年)
- Sweating the Plague (2019年)
- Surrender Your Poppy Field (2020年)[6]
- Mirrored Aztec (2020年)[7]
- Styles We Paid For (2020年)[8]
- Earth Man Blues (2021年)
- It's Not Them. It Couldn't Be Them. It Is Them! (2021年)
- Crystal Nuns Cathedral (2022年)[9]
- Tremblers and Goggles by Rank (2022年)[10]
- La La Land (2023年)
- Welshpool Frillies (2023年)
- Nowhere to Go but Up (2023年)
- Strut of Kings (2024年)